# Eosphaerophoria
Eosphaerophoria là một chi ruồi trong họ Syrphidae.